# Lohnsteuerkarte
La Lohnsteuerkarte était une carte utilisée en Allemagne pour déterminer les sommes à retenir mensuellement sur les salaires pour payer les impôts et la retraite. 
La Lohnsteuerkarte regroupait des données personnelles nécessaires à ce calcul : le statut matrimonial, le nombre d'enfants ainsi que d'autres informations comme la religion.
Chaque employé devait fournir cette carte à son employeur pour ainsi s'acquitter mensuellement de ses taxes.
Depuis le 1er janvier 2011, cette carte a été remplacée par un système de communication électronique des données.